# Sekstelefon

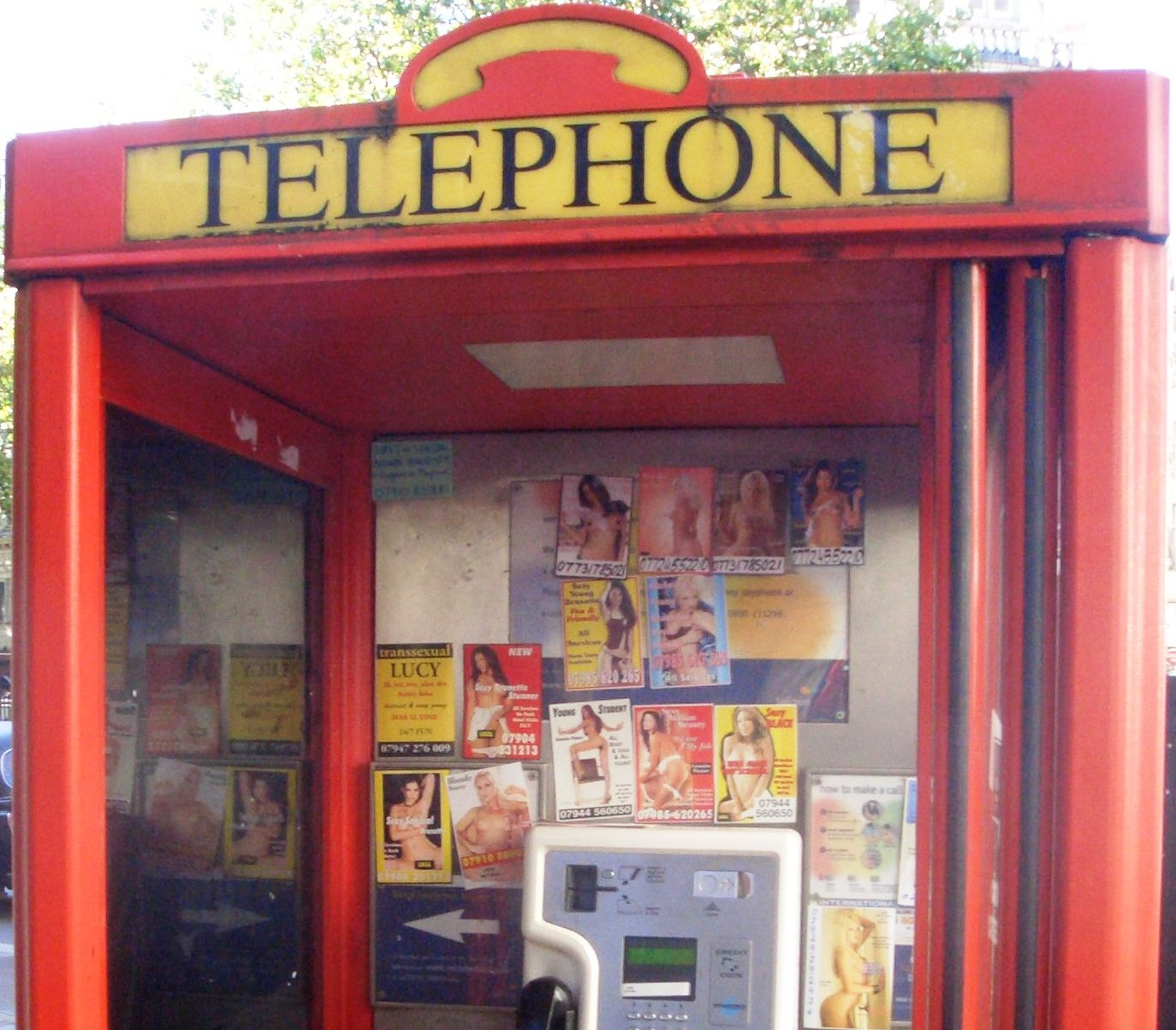
Reklamy ofert sekstelefonów w budce telefonicznej w Wielkiej Brytanii

Sekstelefon – usługa polegająca na rozmowie telefonicznej o zabarwieniu seksualnym w celu podniecenia lub seksualnego zaspokojenia osoby wykonującej połączenie. Wykonuje się je na konkretny numer telefonu podany np. w reklamie w prasie lub telegazecie. Koszt wykonania takiego połączenia może być różny, a za rozmowę telefoniczną płaci klient.
Sekstelefon jest miękką formą prostytucji, ponieważ klient nie ma żadnego kontaktu z pracownikiem seksualnym, poza słyszeniem jego głosu. Pracownicy seksualni w tej branży to zarówno kobiety, jak i mężczyźni; w przeciwieństwie do wielu innych form prostytucji nie ma znaczenia ich wiek i wygląd – jedyną potrzebną do wykonywania tego rodzaju pracy umiejętnością jest zdolność jak najdłuższego utrzymania zainteresowania rozmówcy.
W Polsce sekstelefony pojawiły się pod koniec lat dziewięćdziesiątych. Popularność sekstelefonów znacznie zmalała na skutek wzrostu popularności sekstingu, cyberseksu oraz tzw. sekskamer i opartych o nie portali kamerkowych.